# Državni zgodovinski muzej, Moskva
Državni zgodovinski muzej (rusko: Государственный исторический музей, Gosudarstvenny istoricheskiy muzyey) Rusije je muzej ruske zgodovine, vpet med Rdečim in Trgom Manežnaja v Moskvi. Njegove razstave segajo od relikvij prazgodovinskih plemen, ki so živela na ozemlju današnje Rusije, do neprecenljivih umetnin, ki so jih pridobili člani rodbine Romanov. Skupno število predmetov v muzejski zbirki znaša milijone.

## Opis
Kraj, kjer zdaj stoji muzej, je nekoč zasedala trgovina z osnovno medicino, ki je bila zgrajena po naročilu Petra Velikega v moskovskem baročnem slogu. V več prostorih so bile kraljeve zbirke starin. Druge prostore je zasedla Moskovska univerza, ki jo je leta 1755 ustanovil Mihail Lomonosov.
Muzej so ustanovili leta 1872 Ivan Zabelin, Aleksej Uvarov in več drugih slavofilov, ki jih je zanimala promocija ruske zgodovine in narodne samozavednosti. Gradnji muzejske stavbe je predsedoval odbor skrbnikov, ki so ga sestavljali Sergej Solovjov, Vasilij Ključevski, Uvarov in drugi vodilni zgodovinarji. Po dolgotrajnem natečaju je bil projekt predan Vladimirju Osipoviču Šervudu (1833–97).
Sedanja zgradba je bila zgrajena na podlagi Šervudovega ruskega dizajna med letoma 1875 in 1881. Prvih 11 razstavnih dvoran je bilo uradno odprtih leta 1883 med obiskom carja in njegove žene. Potem je leta 1894 car  Aleksander III. postal častni predsednik muzeja, naslednje leto, 1895, pa se je muzej preimenoval v carski ruski zgodovinski muzej carja Aleksandra III. Notranjost so v ruskem preporodnem slogu prefinjeno okrasili umetniki Viktor Vasnecov, Henrik Semiradski in Ivan Aivazovski. V sovjetskem obdobju so freske razglašene za kičeste in jih prelepili. Muzej je doživel mukotrpno restavriranje prvotnega videza med letoma 1986 in 1997.
Med pomembnimi predmeti so dolgi čoln, izkopan na bregovih reke Volge, skitski zlati artefakti, novgorodski svitki iz breze, rokopisi iz 6. stoletja, ruska ljudska keramika in leseni predmeti. Knjižnica se ponaša z rokopisi Chludov psalter (860-ih), Svjatoslavski Miscellanies (1073), Mstislavski evangelij (1117), Jurijev evangelij (1119) in Haličev evangelij (1144). Zbirka kovancev v muzeju vsebuje 1,7 milijona kovancev, in je največja zbirka v Rusiji. Leta 1996 je število vseh artiklov v muzejski zbirki doseglo 4.373.757.
Podružnica muzeja je v sobah Romanovih v Zarjadje in Moskovskem kremlju. Leta 1934 je Muzej ženske emancipacije v samostanu Novodeviči postal del Državnega zgodovinskega muzeja. Nekatere cerkve in druge samostanske zgradbe so še vedno povezane z Državnim zgodovinskim muzejem.

## Galerija
- Nočni pogled
- Pogled iz severozahoda
- Razstavna dvorana

## Zunanje povzave
- State Historical Museum
- WorldWalk.info: State Historical Museum (Moscow)
- Google Maps: State Historical Museum